# Anomala atjehana
Anomala atjehana är en skalbaggsart som beskrevs av Ohaus 1926. Anomala atjehana ingår i släktet Anomala och familjen Rutelidae. Inga underarter finns listade i Catalogue of Life.